# 中华人民共和国人民法院法徽
中華人民共和國人民法院法徽是中華人民共和國人民法院的象徵和標誌。法徽图案轮廓为主体圆形与主体圆形下方绶带构成的轮廓。主体圆形之内的图案要素由华表、天平、齿轮、麦穗构成。
法徽是中華人民共和國国家审判权的象征，亦是法官的身份标志，体现法官代表国家行使审判权、保障在全社会实现公平和正义的喻义，体现司法公信力。

## 沿革
2012年之前，人民法院法徽没有统一标准。2012年9月3日，中華人民共和國最高人民法院审判委员会第1554次会议批准发布《人民法院法徽》标准，自2012年10月1日起实施。此外，中國最高法还印发了《人民法院法徽使用管理规定》（法〔2012〕226号），对于法徽的使用作出了具体的要求。

## 佩戴要求
中華人民共和國最高人民法院發布的文件《人民法院审判制服着装管理办法》（法〔2013〕6號）規定：
第十条 法徽应按下列要求佩戴： 
（一）佩戴法徽仅限于审判制服，不得在其他服装上佩戴。穿着审判制服不得佩戴法徽以外的徽章。 
（二）开庭审判必须佩戴法徽，其他因工作需要的场合亦应佩戴法徽。 
（三）法徽佩戴位置为： 夏服，法徽佩戴在上衣左胸口袋上沿上方正中，法徽下沿与口袋上沿平齐。 春秋服、冬服，男式制服法徽佩戴于上衣左胸驳头装饰扣眼处；女式制服法徽佩戴于与男式制服相同位置。 防寒服，法徽佩戴在左胸门襟与袖笼之间中央处，高度为第一钮扣与第二钮扣之间二分之一处。 法袍在制作时法徽已绣好，不再单独佩戴。 
（四）除法袍外，在其他场合执行公务、参加集体活动、会议及大型集会时均应佩戴小法徽。